# سیارک ۶۰۶۴
سیارک ۶۰۶۴ (به انگلیسی: 6064 Holasovice، نامگذاری:1987HE1) شش هزار و شصت و چهارمین سیارک کشف شده‌است که در ۲۳ آوریل ۱۹۸۷ کشف شد.
قدر مطلق سیارک برابر ۱۳٫۷۰ است.